# خانه صداقتی
خانه صداقتی  مربوط به دوره قاجار است و در مشهد، خیابان مدرس، کوچه امیر کبیر واقع شده و این اثر در تاریخ ۷ مهر ۱۳۸۱ با شمارهٔ ثبت ۶۴۳۶ به‌عنوان یکی از آثار ملی ایران به ثبت رسیده است.